# Torit
Torit es una localidad de Sudán del Sur, capital del estado de Ecuatoria Oriental. Se encuentra situada a 150 kilómetros al sudeste de la capital, Yuba, cerca de la frontera con Uganda. Es capital del condado homónimo. Cuenta con un pequeño aeropuerto. 